# Orillena
Orillena es una localidad perteneciente al municipio de Lanaja, en la provincia de Huesca, comunidad autónoma de Aragón, España. En 2018 contaba con 205 habitantes. La localidad fue fundada en 1966.